# Super 35

Размеры кадра «Супер-35» в сравнении с обычным форматом. Серой рамкой обозначен полезный кадр «Супер-35», коричневой — обычного формата, синяя рамка обозначает используемый кадр при печати фильмокопий 1,85:1, а зелёная рамка ограничивает полезную часть кадра при телекинопроекции. Во всех вариантах верхняя граница кадра — общая

Су́пер три́дцать пя́ть, Super-35 — кинематографическая система, предусматривающая использование стандартной 35-мм киноплёнки и сферической (аксиально-симметричной) киносъёмочной оптики. Так же, как и у классического формата, шаг кадра «Супер-35», в большинстве случаев составляет 4 перфорации, но его главное отличие — использование всей ширины плёнки между перфорациями, включая пространство, резервируемое в других системах для совмещённой фонограммы. Поэтому, формат «Супер-35» считается производственным, то есть применяется только для изготовления исходного негатива фильма и непригоден для печати прокатных совмещённых фильмокопий. Соотношение сторон кадра негатива «Супер-35» — 1,33:1. На сегодняшний день это самый популярный формат, применяемый в плёночном кинематографе, на телевидении, и в матрицах цифровых кинокамер.

## Историческая справка
Формат также известен как «Суперскоп-235» (англ. Superscope 235), так как ведёт своё происхождение от широкоэкранной киносистемы «Суперскоп» (англ. Superscope), разработанной в 1954 году Джозефом и Ирвингом Тушинскими для киностудии «РКО Радио Пикчерс». Оригинальный «Суперскоп» представлял собой технологию съёмки сферической оптикой на «немой кадр» 18×24 мм с последующим анаморфированием при оптической печати широкоэкранных фильмокопий формата «Синемаскоп». При этом использовалась только часть исходного изображения с соотношением сторон 2:1, по технологии, аналогичной скрытому кашетированию. На фильмокопии получался анаморфированный квадратный кадр размером 18,67×18,67 мм, а свободное место между кадром и перфорацией со стороны, противоположной оптической фонограмме, занимала чёрная полоса, не несущая никакой информации. Кадровое окно проектора имело размеры 18,6×18,6 мм. 
Первым фильмом, снятым по такой технологии, стала картина «Вера Круц», премьера которой состоялась в Нью-Йорке в декабре 1954 года. «Суперскоп-235» стал дальнейшим развитием формата, предусматривая соотношение сторон конечного изображения 2,35:1, стандартное для «Синемаскоп» и аналогичных киносистем, что отражено в названии. При этом с негатива при печати выкопировывалась ещё более узкая часть изображения, чем в первой версии, а фильмокопия полностью соответствовала формату «Синемаскоп». Технология печати была аналогична производственному формату «Технископ» (англ. Techniscope), незначительно превосходя его по площади кадра, но не позволяя экономить киноплёнку. Это и предопределило судьбу формата, забытого через несколько лет: качество изображения уступало анаморфированным киносистемам, использующим на негативе кадр большей площади. 
Снова об этой технологии вспомнили в 1982 году при постановке картины «Танцевальное сумасшествие» (англ. Dance Craze), а регулярное использование формата Голливудом началось в 1984 съёмками фильма «Грейстоук: Легенда о Тарзане, повелителе обезьян». Возросшее за последние десятилетия фотографическое качество негативных киноплёнок сделало сферический формат более популярным, чем форматы с анаморфированием. Премьера первого фильма «Враг мой», выпущенного с торговым обозначением формата Super-35, состоялась 12 декабря 1985 года. Применение сферической оптики, обладающей большей светосилой, и лишённой анаморфотных артефактов, предпочтительно при съёмке фильмов с небольшим бюджетом. Кроме того, форма кадра предполагает большую универсальность формата, так как позволяет с одного негатива печатать фильмы с любым соотношением сторон: широкоэкранные, широкоформатные, кашетированные и IMAX.

## Варианты с разным шагом кадра
Кроме основного варианта формата с шагом кадра в 4 перфорации, существует современная разновидность с шагом в 3 перфорации. Высота экспонируемого кадра при этом составляет 14 мм. Такой формат предполагает использование специальной киносъёмочной аппаратуры с изменённым грейферным механизмом и лентопротяжным трактом. Однако, экономия киноплёнки при этом составляет 25% и многие типы современных киносъёмочных аппаратов часто выпускаются в двух вариантах — на 4 или 3 перфорации. Получаемый в варианте с тремя перфорациями кадр обладает соотношением сторон 1,78:1 и вписывается в стандарт телевидения высокой чёткости — 16:9, делая формат особенно удобным для съёмки телефильмов. 
Полученный после съёмки негатив сканируется и дальнейшая работа с изображением производится в цифровом виде. При необходимости получения широкоэкранных фильмокопий, анаморфирование производится цифровым способом с последующим выводом на киноплёнку со стандартным шагом кадра.
Вариант с шагом в 2 перфорации также используется, но пригоден только для получения широкоэкранного изображения с кадром 2,35:1 и иногда называется «Технископ». Такой формат позволяет ещё больше экономить киноплёнку: по сравнению со стандартным «Супер-35» её расход вдвое меньше. Все три разновидности «Супер-35» наиболее удобны для распространённой в настоящее время технологии Digital Intermediate, не предусматривающей контактной печати с оригинального негатива. Это позволяет использовать всю ширину плёнки между перфорациями, повышая информационную ёмкость исходного негатива.

## Варианты с разной шириной кадра
С появлением формата «Суперскоп», стандартный размер его кадра соответствовал немому: 18×24 миллиметра. В 1990-х годах был стандартизирован новый размер с шириной кадра 24,9 мм для наиболее полного использования площади киноплёнки. В настоящее время в кинопроизводстве используются оба размера — старый DIN S35 и современный ANSI S35. Размеры кадра выбираются, исходя из дальнейшего использования отснятого материала и способа его сканирования или печати. Кроме того, современный стандарт не позволяет во время съёмки впечатывать на киноплёнку штриховой временной код, как это возможно в классическом «Супер-35», использующем для этого пространство между изображением и перфорацией.

## Технические параметры
Размер кадра стандарта ANSI S35 с полным шагом составляет 24,9×18,7 мм. Его площадь больше, чем у классического кадра 21,95×16 мм, но в большинстве случаев используется скрытое кашетирование: при съёмке экспонируется вся высота кадра, а при оптической печати фильмокопий или цифровой обработке, часть изображения оригинального негатива сверху и снизу срезается.
Соотношение сторон будущего кадра заранее определяется оператором-постановщиком, в соответствии с чем размечаются визиры киносъёмочных аппаратов, изначально отображающие весь кадр. Формат кадра обычно выбирается из ряда: 1,34:1 для фильмов IMAX, 1,85:1 или 1,66:1 для кашетированных копий (Flat), 2,20:1 для широкоформатной копии, 2,39:1 для анаморфированной широкоэкранной копии (Scope), 16:9 для широкоэкранного видео или 4:3 для классического видео.
Киносъёмочные аппараты, рассчитанные на формат «Супер-35», имеют объективодержатель, расположенный по центру киноплёнки и модульную конструкцию, позволяя использовать сменные грейферные блоки с различным шагом кадра или оперативно перенастраивать шаг грейфера. Некоторые производители киносъёмочной аппаратуры используют эксцентриковый объективодержатель, позволяющий смещать оптическую ось, и в сочетании со сменными кадровыми рамками и грейферами снимать в любых 35-мм форматах.
При скрытом кашетировании широкоэкранное и «полнокадровое» изображения часто имеют общую верхнюю границу, а не центрируются. Таким образом, при использовании полученного кадра для печати широкоэкранного фильма обрезается нижняя часть изображения, в то время, как при печати в других форматах или телекинопроекции используется почти вся высота. Такой способ позволяет полноценно использовать снятую сцену во всех вариантах, при сохранении приемлемой композиции. Верхняя граница в большинстве сцен с актёрами ограничивает пространство над головами, обрезка которого недопустима, и в случае симметричного расположения обеих зон кашетирования оператору пришлось бы оставлять над головами слишком много «воздуха», чтобы они не обрезались при широкоэкранной печати.

## Цифровое кино
Большинство современных цифровых кинокамер оснащается светочувствительным сенсором формата «Супер-35», идентичным по своим физическим размерам кадру плёночного аналога с шагом в 4 или 3 перфорации. Такой размер сенсора позволяет использовать широчайший ассортимент киносъёмочных объективов, существующих на сегодняшний день для формата «Супер-35». Кроме того, высота сенсора позволяет снимать в любом из стандартных кинематографических анаморфированных форматов при помощи анаморфотных объективов с последующим цифровым дезанаморфированием полученного изображения. Полный размер матрицы, соответствующий шагу в 4 перфорации, даёт возможность съёмки стандартной кинооптикой с коэффициентом анаморфирования 2,0×. При широкоэкранной матрице формата 16:9 такой же кадр 2,39:1 даёт современная оптика с уменьшенным коэффициентом анаморфирования 1,3×.

## «УФК»
В 1967 году в СССР был предложен производственный Универсальный Формат Кадра («УФК»), пригодный для использования при печати фильмов с любым соотношением сторон кадра, а также на телевидении. По большинству параметров «УФК» совпадает с «Супер-35», поэтому часто эти две системы путают или считают одним форматом. Это неверно в силу ряда принципиальных отличий, одно из которых — размер кадра, который в советском формате составлял 16×25 мм, то есть по высоте соответствовал обычному, а по ширине превосходил современный ему «Суперскоп». Однако, главным отличием была особенность компоновки кадра «УФК», не допускающая расположения сюжетно важных предметов и лиц в левой части кадра. Поле негатива шириной 3 мм заполнялось нейтральным изображением, видимым только в широкоэкранных фильмокопиях, и обрезаемым при контактной печати в классическом формате. «Супер-35» непригоден для контактной печати из-за неизбежных потерь частей изображения сверху, снизу и слева. Поэтому кадр этого формата всегда компонуется симметрично во всю ширину, с расчётом на широкоэкранный формат, как основной. Кроме того, «УФК» использовался только в варианте с шагом кадра в 4 перфорации. Оба формата — «УФК» и «Супер-35» — появились в результате попыток оптимизации кинопроизводства в эпоху бурного развития телевидения и широкоэкранного кино, но разрабатывались независимо друг от друга. После перестройки производство своей киноаппаратуры в России было свернуто, и формат «УФК» больше не использовался.